# Angitula austeni
Angitula austeni är en tvåvingeart som beskrevs av Friedrich Georg Hendel 1913. Angitula austeni ingår i släktet Angitula och familjen bredmunsflugor. Inga underarter finns listade i Catalogue of Life.